# Bellou-en-Houlme
Bellou-en-Houlme es un municipio francés, ubicado en el departamento de Orne, Normandía. En el año 2019 contaba con 1.074 habitantes. Su extensión superficial es de 38,73 km² y tiene una densidad de 28 hab/km².

## Geografía
El pantano del Grand Hazé es un sitio clasificado Natura 2000.
Con 3 873 hectáreas, el territorio de Bellou-en-Houlme era el más extenso del cantón de Messei.

## Urbanismo
Bellou-en-Houlme es un municipio rural, porque forma parte municipios poco o muy poco densos según la tabla de la densidad de los municipios del Insee.

## Lugares y monumentos
- Castillo de Dieufit, de 1865, está inscrito en la lista de los Monumentos históricos desde el 26 de junio de 2012.[1]
- La Iglesia Notre-Dame fue reconstruida en 1718. Es de piedra y lleva una escultura (la Transfiguración) y un altar clasificado como objeto.[2]
- Estación de tren de Bellou-en-Houlme.

## Actividad y manifestaciones

### Hermanamiento
El pueblo tiene un hermanamiento histórico con la ciudad de Wehretal (Alemania) desde 1992.